# Grand Prix Monaka 1957
Grand Prix Monaka 1957 (oficiálně XV Grand Prix Automobile de Monaco) se jela na okruhu Circuit de Monaco v Monte Carlu v Monaku dne 19. května 1957. Závod byl druhým v pořadí v sezóně 1957 šampionátu Formule 1.

## Závod
| Poř.   | No. | Jezdec                           | Konstruktér    | Počet kol | Čas/Odstoupení | Pořadí na startu | Body |
| ------ | --- | -------------------------------- | -------------- | --------- | -------------- | ---------------- | ---- |
| 1      | 32  | Juan Manuel Fangio               | Maserati       | 105       | 3:10:12.8      | 1                | 9    |
| 2      | 20  | Tony Brooks                      | Vanwall        | 105       | +25.2          | 4                | 6    |
| 3      | 2   | Masten Gregory                   | Maserati       | 103       | +2 kola        | 10               | 4    |
| 4      | 10  | Stuart Lewis-Evans               | Connaught-Alta | 102       | +3 kola        | 13               | 3    |
| 5      | 30  | Maurice Trintignant              | Ferrari        | 100       | +5 kol         | 6                | 2    |
| 6      | 14  | Jack Brabham                     | Cooper-Climax  | 100       | +5 kol         | 15               |      |
| Ret    | 24  | Wolfgang von Trips Mike Hawthorn | Ferrari        | 95        | Motor          | 9                |      |
| Ret    | 34  | Giorgio Scarlatti Harry Schell   | Maserati       | 64        | Únik oleje     | 14               |      |
| Ret    | 6   | Ron Flockhart                    | BRM            | 60        | Motor          | 11               |      |
| Ret    | 36  | Carlos Menditeguy                | Maserati       | 51        | Smyk           | 7                |      |
| Ret    | 12  | Ivor Bueb                        | Connaught-Alta | 47        | Únik paliva    | 16               |      |
| Ret    | 38  | Harry Schell                     | Maserati       | 23        | Zavěšení       | 8                |      |
| Ret    | 22  | Horace Gould                     | Maserati       | 10        | Nehoda         | 12               |      |
| Ret    | 26  | Peter Collins                    | Ferrari        | 4         | Nehoda         | 2                |      |
| Ret    | 18  | Stirling Moss                    | Vanwall        | 4         | Nehoda         | 3                |      |
| Ret    | 28  | Mike Hawthorn                    | Ferrari        | 4         | Nehoda         | 5                |      |
| DNQ    | 8   | Roy Salvadori                    | BRM            |           |                |                  |      |
| DNQ    | 40  | Hans Herrmann                    | Maserati       |           |                |                  |      |
| DNQ    | 4   | André Simon                      | Maserati       |           |                |                  |      |
| DNQ    | 42  | Luigi Piotti                     | Maserati       |           |                |                  |      |
| DNQ    | 16  | Les Leston                       | Cooper-Climax  |           |                |                  |      |
| Zdroj: |     |                                  |                |           |                |                  |      |

Poznámky
1. ↑  Juan Manuel Fangio získal jeden bod za zajetí nejrychlejšího kola.

## Průběžné pořadí po závodě
Pohár jezdců
|        | Pořadí | Jezdec             | Body |
| ------ | ------ | ------------------ | ---- |
|        | 1      | Juan Manuel Fangio | 17   |
|        | 2      | Jean Behra         | 6    |
| 14     | 3      | Tony Brooks        | 6    |
| 1      | 4      | Carlos Menditeguy  | 4    |
| 12     | 5      | Masten Gregory     | 4    |
| Zdroj: |        |                    |      |